# Carlos Ischia
Pour les articles homonymes, voir Ischia.
Carlos Ischia, né le 28 octobre 1956 à Buenos Aires (Argentine), est un footballeur international argentin, devenu entraîneur.

## Carrière
Carlos Ischia réalise sa carrière sportive sous le maillot des clubs argentins Chacarita Juniors et Vélez Sarsfield. Il est alors sélectionné en équipe nationale argentine. En 1984 Ischia s'exile en Colombie où il signe à l'Atlético Junior puis à l'América de Cali, avec il remporte le titre de champion de Colombie en 1986. Blessé, il prend sa retraite en 1989.
Devenu entraîneur, Ischia est l’adjoint de Carlos Bianchi lors de ses passages glorieux à Vélez Sársfield puis à Boca Juniors, entre 1993 et 2001, ce qui lui vaut d'avant d'être nommé directeur technique de Vélez Sársfield en 2002. 
En 2004, Ischia quitte Vélez et entame une carrière d'entraîneur à travers l'Amérique du Sud, marquée par la traditionnelle instabilité des postes d'entraîneurs sur le continent. Il est nommé par le Gimnasia de La Plata, puis rejoint l'année suivante son ancien club colombien d'Atlético Junior, où il ne résiste que quelques mois à la pression médiatique. En 2007, il signe à Rosario Central, en lutte pour son maintien, et démissionne après 14 matchs sans avoir pu améliorer la situation.
En décembre 2007, Ischia est recruté par Boca Juniors après le départ de Miguel Ángel Russo. En août il remporte la Recopa Sudamericana, son premier titre comme entraîneur, puis en décembre le championnat Apertura 2008. En difficulté quelques mois plus tard, il quitte finalement le club à l'issue de la saison 2008-2009.
En décembre 2009, Ischia remplace Ricardo La Volpe à la tête de l'Atlas de Guadalajara, au Mexique, où il ne résiste que huit mois avant d'être renvoyé.